# Spoken word
Lo spoken word (dall'inglese "parola parlata") è una forma di poesia espressa oralmente e incentrata sul dialogo o il monologo. Generalmente recitata secondo uno schema narrativo, lo spoken word viene a volte improvvisato ed espresso tramite esibizioni multimediali che includono musica e danza. Fra i numerosi artisti che si sono cimentati in questa forma artistica vi sono Gil Scott-Heron, Léo Ferré, Maggie Estep, Jello Biafra, Spalding Gray e Kae Tempest.

## Storia
Lo spoken word ebbe fra i suoi anticipatori gli antichi greci, la cui lirica veniva usata durante i giochi olimpici.
Le prime forme di poesia spoken word ebbero origine durante la prima metà del Novecento dai musicisti blues, dal movimento artistico del Rinascimento di Harlem e, anni più tardi, dalla poesia beat degli anni sessanta. Fra gli artisti che pubblicarono opere letterarie o registrazioni audio e video spoken word prima degli anni sessanta vi sono Hedwig Gorski, e Spalding Gray.
Nel 1973 venne fondato a New York il Nuyorican Poets Café, una delle sedi più longeve dedicate alla poesia spoken word. Nello stesso locale avvenne, nel 1989, la prima poetry slam finora documentata.